# Dirk Gently holisztikus nyomozóirodája
A Dirk Gently holisztikus nyomozóirodája (Dirk Gently's Holistic Detective Agency) Douglas Adams második nagy sci-fi trilógiájának első része, mely az Egyesült Királyságban 1987-ben, Magyarországon 1992-ben jelent meg először.

## Magyarul
- Dirk Gently holisztikus nyomozóirodája; ford. Gieler Gyöngyi; Új Vénusz, Bp., 1993

## Folytatások
- A lélek hosszú, sötét teadélutánja
- A kétség lazaca